# Isla Pinzón
La isla Pinzón (también llamada Duncan) es una isla perteneciente al Ecuador, que forma parte del archipiélago de las islas Galápagos. Fue llamada así en honor a los hermanos Pinzón (Martin Alonso Pinzón y Vicente Yáñez Pinzón), capitanes de La Pinta y La Niña, las dos carabelas que acompañaron a la nao Santa María en el primer viaje de Cristóbal Colón. Su nombre en inglés se debe al almirante Adam Duncan. Tiene una superficie de 18 km² y una altitud máxima de 458 metros. Pinzón es el hogar de las tortugas gigantes, leones marinos y otras especies endémicas, además de que se pueden encontrar iguanas marinas y delfines, No tiene sitios para visitantes o turistas y se requiere un permiso de las autoridades ecuatorianas para poder visitarla.
Las principales especies forestales que se encuentran en la isla están en la zona húmeda, entre ellas una especie única del llamado árbol margarita.